# 徐江 (诗人)
徐江（1967年—），天津人，中国现代诗人。
徐江1987年开始写作，1989年毕业于北京师范大学，1991年与天津诗人萧沉等创办《葵》。现从事媒体策划及编辑等工作。

## 主要作品
- 《我斜视》
- 《哀歌*金别针》
- 《十诗人批判书》
- 随笔集《时尚杀手》
- 《明星脸谱》